# Domenico Henares de Zafra Cubero
Domingo Henares de Zafra Cubero (Baena, 19 dicembre 1765 – Nam Dinh, 25 giugno 1838) è stato un vescovo cattolico e santo spagnolo.

## Biografia
Domingo Henares de Zafra Cubero è stato un missionario domenicano spagnolo, vescovo titolare di Fessei e coadiutore del vicario apostolico del Tonchino orientale. Fu decapitato per ordine dell'imperatore Minh Mạng. Dichiarato martire e beatificato nel 1900, è stato proclamato santo da papa Giovanni Paolo II nel 1988.
Il suo elogio si legge nel Martirologio romano alla data del 25 giugno; la memoria obbligatoria dei santi martiri del Vietnam si celebra il 24 novembre.

## Genealogia episcopale e successione apostolica
La genealogia episcopale è:
- Cardinale Scipione Rebiba
- Cardinale Giulio Antonio Santori
- Cardinale Girolamo Bernerio, O.P.
- Arcivescovo Galeazzo Sanvitale
- Cardinale Ludovico Ludovisi
- Cardinale Luigi Caetani
- Cardinale Ulderico Carpegna
- Cardinale Paluzzo Paluzzi Altieri degli Albertoni
- Papa Benedetto XIII
- Papa Benedetto XIV
- Papa Clemente XIII
- Cardinale Giovanni Francesco Albani
- Papa Pio VI
- Cardinale Carlo Bellisomi
- Vescovo Marcelino José Da Silva
- Vescovo Jacques-Benjamin Longer, M.E.P.
- Vescovo Feliciano Alonso, O.P.
- Vescovo Ignacio Clemente Delgado y Cebrián, O.P.
- Vescovo Domingo Henares de Zafra Cubero, O.P.

La successione apostolica è:
- Vescovo Jean-François Ollivier, M.E.P. (1825)